# 桑给巴尔群岛
6°8′S 39°22′E / 6.133°S 39.367°E

桑给巴尔群岛

安古迦岛和奔巴島

桑给巴尔群岛是位于东非东部印度洋上的一系列岛屿，现今它是坦桑尼亚的一部分。桑给巴尔群岛包括两个主要的岛，周边环绕大量的小岛。

## 主要岛屿
- 安古迦岛，又称桑给巴尔岛，桑给巴尔群岛主岛。島上「桑给巴尔石头城」於2000年列入聯合國教科文組織世界遺產名錄。
- 奔巴岛，第二大岛。
- 馬菲亞島